# الجيل السادس من أنظمة ألعاب الفيديو

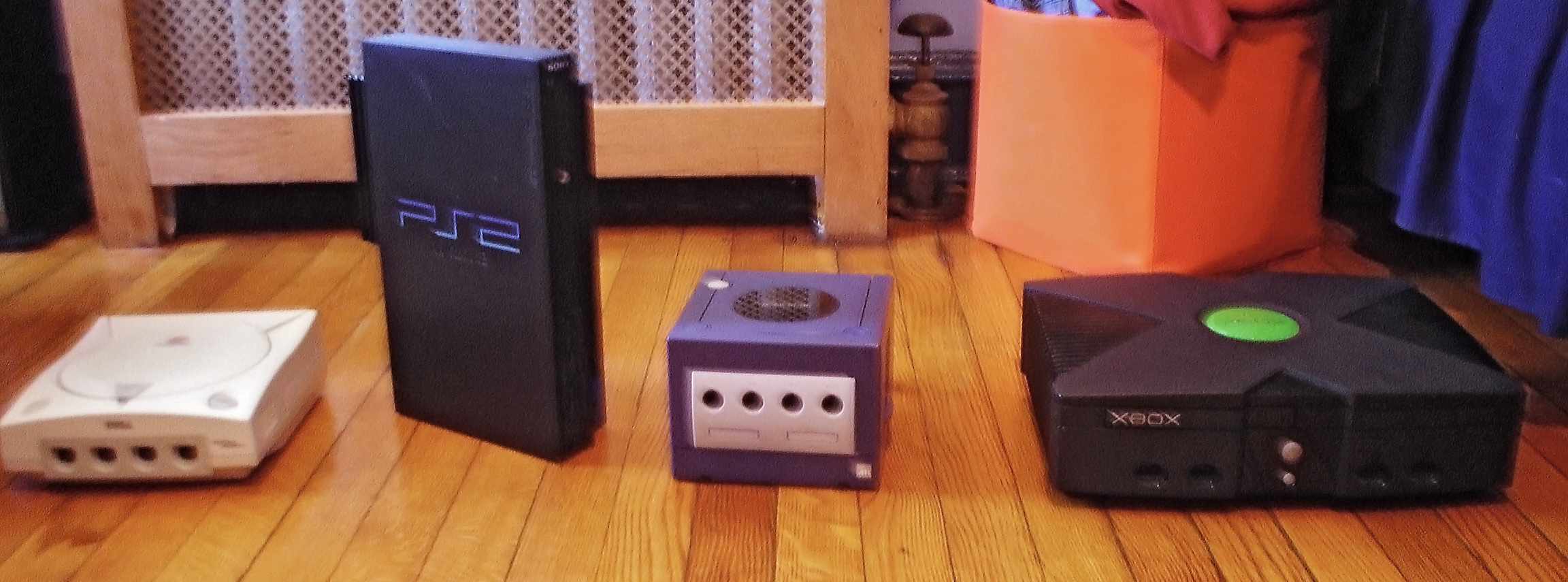
من اليسار: دريم كاست، بلاي ستيشن 2، جيم كيوب، إكس بوكس

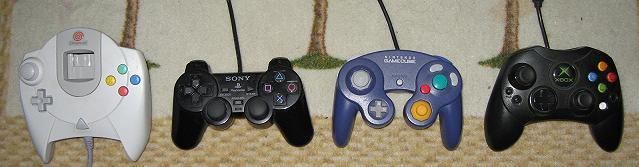
من اليسار:أجهزة التحكم لـ دريم كاست، بلاي ستيشن 2، جيم كيوب، إكس بوكس

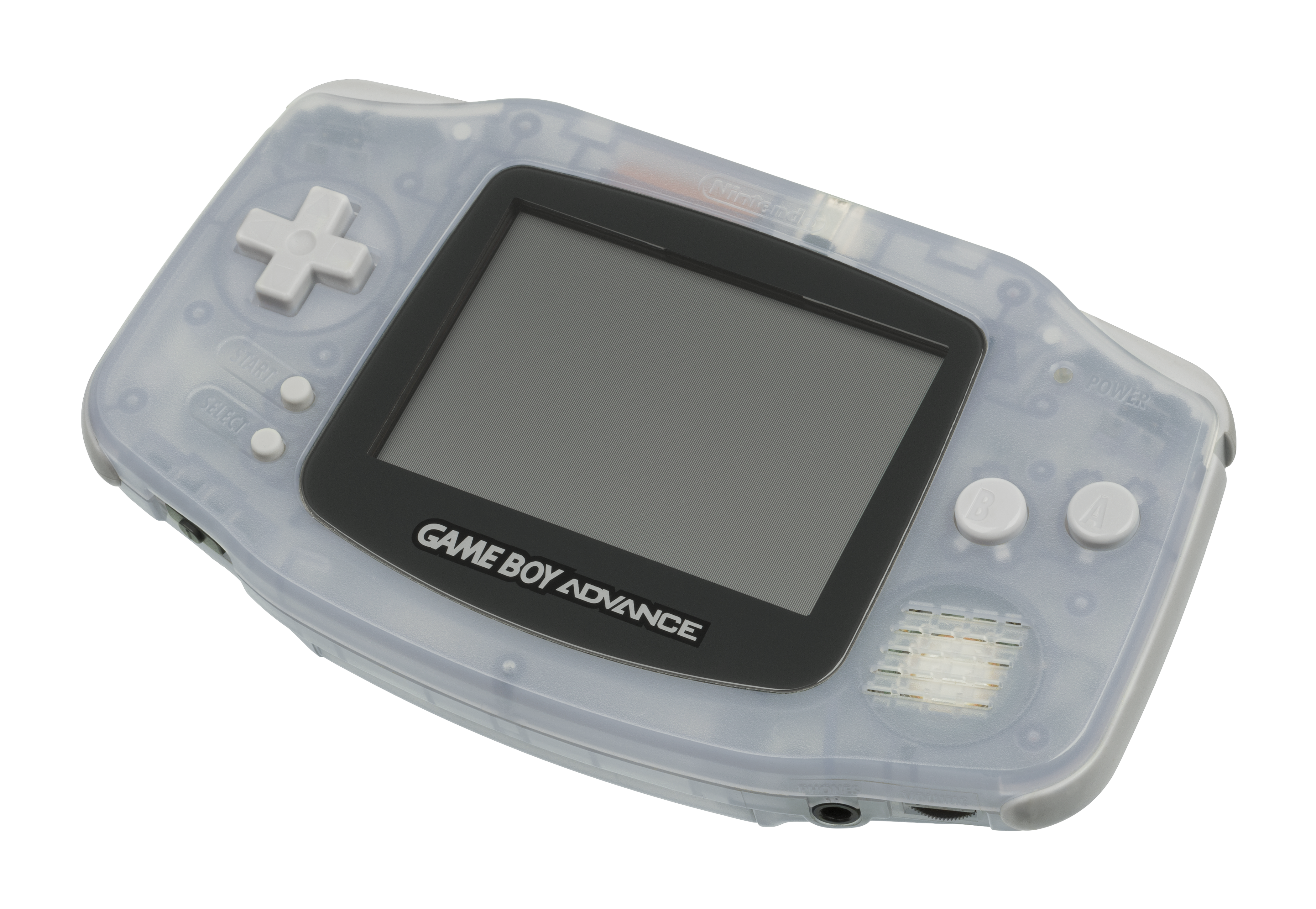
جيم بوي أدفانس

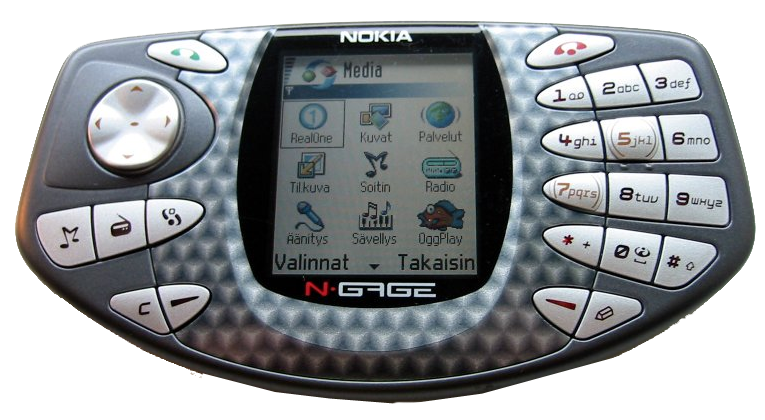
إن-جايج

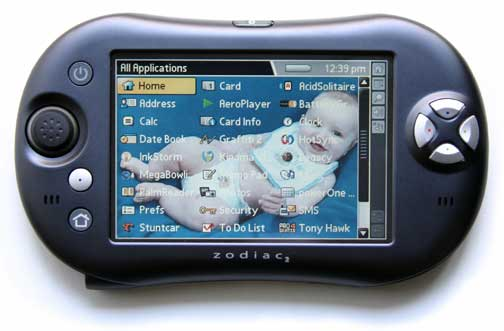
تاب ويف زودياك

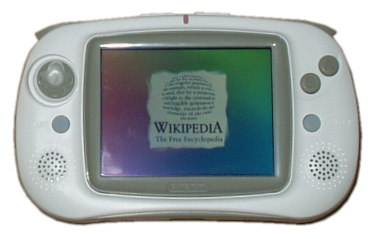
جي بي 32

تاريخ أنظمة ألعاب الفيديو (الجيل السادس) في تاريخ ألعاب الفيديو، حقبة الجيل السادس (يشار إليها أحيانا باسم حقبة 128 بت) يشير إلى أنظمة ألعاب الفيديو وأنظمة الألعاب المحمولة المتوفرة من 1998 إلى 2009.
أنظمة ألعاب الفيديو التي يشملها هذا الجيل هي:
- إكس بوكس من مايكروسوفت
- بلاي ستيشن 2 من سوني
- جيم كيوب من نينتندو
- دريم كاست من سيجا

أما أنظمة الألعاب المحمولة هي:
- جيم بوي أدفانس
- إن-جايج
- تاب ويف زودياك
- جي بي 32

بدأ هذا الجيل في 27 نوفمبر 1998 مع إصدار دريم كاست في اليابان، وانضم له بلاي ستيشن في 2 مارس 2000 وجيم كيوب وإكس بوكس في عام 2001. تم وقف دريم كاست في عام 2001. تم وقف جيم كيوب في عام 2007 وتم وقف إكس بوكس في عام 2008 وتم وقف بلاي ستيشن 2 في أوائل عام 2013.
شهد هذا الجيل بزوغ اللعب عبر الشبكة - الذي كان في الأجيال السابقة حكرا على ألعاب الحاسوب - حيث أصبح أكثر بروزا في منصات ألعاب الفيديو خلال هذا الجيل. بدأ دريم كاست هذا التغيير مع المودم المدمج الخاص به وبرنامج تصفح الإنترنت والقدرة على لعب بعض الألعاب على الإنترنت. قدم إكس بوكس خدمة متكاملة تسمى إكس بوكس لايف كانت تلف 50 دولارا في السنة، وكانت متوافقة فقط مع اتصال إنترنت النطاق العريض. كانت قدرته على ربط اللاعبين على الإنترنت للألعاب الجماعية عاملا كبيرا في السماح لأجهزة إكس بوكس بكسب موطئ قدم في السوق الغربية.
كما شهد اندماج العديد من شركات النشر التي كان لها تاريخ طويل مع منافسيهم: مايكروسوفت اشترت مطور الطرف الثاني راير في عام 2002، اندمجت سكوير مع إنكس لتشكيل سكوير إنكس في عام 2003 ومن ثم في وقت لاحق اشترت تايتو. اندمجت مع سيجا مع شركة سامي (Sammy) لتشكل سيجا سامي القابضة في عام 2004. اشترت كونامي حصة أغلبية في هادسن سوفت. اندمجت نامكو مع بانداي لتشكل نامكو بانداي القابضة في عام 2006.

## المبيعات

### مبيعات أنظمة ألعاب الفيديو
| المنصة       | الوحدات المباعة                 |
| ------------ | ------------------------------- |
| بلاي ستيشن 2 | 153 مليون (حتى نوفمبر 21, 2011) |
| إكس بوكس     | 24 مليون (حتى مايو 10, 2006)    |
| جيم كيوب     | 22 مليون (حتى سبتمبر 30, 2010)  |
| دريم كاست    | 10 مليون (حتى سبتمبر 6, 2002)   |

### مبيعات أنظمة الألعاب المحمولة
| المنصة         | الوحدات المباعة |
| -------------- | --------------- |
| جيم بوي أدفانس | 81 مليون        |
| إن-جايج        | 3 ملايين        |
| تاب ويف زودياك | 200 ألف         |
| جي بي 32       | 30 ألف          |

## العناوين البارزة في هذا الجيل
- فاينل فانتسي وفاينل فانتسي X
- غود أوف وور وغود أوف وور 2
- غراند ثفت أوتو III وغراند ثفت أوتو: فايس سيتي وغراند ثفت أوتو: سان أندرياس
- هاف-لايف 2
- هيلو: كومبات إفولفد وهيلو 2
- كينغدوم هارتس
- ميتال غير سوليد 2: سنز أوف لبرتي وميتال غير سوليد 3: سنيك إيتر
- ريزدنت إيفل 4
- شينمو
- سول كاليبر
- ميترويد برايم